# Mecodina agrestis
Mecodina agrestis är en fjärilsart som beskrevs av Swinhoe 1890. Mecodina agrestis ingår i släktet Mecodina och familjen nattflyn. Inga underarter finns listade i Catalogue of Life.